# Clarinette ancienne
Pour les articles homonymes, voir clarinette (homonymie).
À l'échelle de l'histoire de la musique, la clarinette est un instrument jeune inventé au début du XVIIIe siècle. Les expressions  « clarinette ancienne », « clarinette historique » ou « clarinette baroque » regroupent à la fois l'ensemble des instruments créés sur la période débutant par l'invention de la clarinette à 2 clés et se terminant en 1839 par son aboutissement, la clarinette  « moderne » à 17 clés et 6 anneaux (système Boehm), et également le mouvement d'interprétation historiquement informée de musique ancienne consistant à jouer des œuvres baroques ou classiques sur des instruments d'époque (ou des reproductions).
Les nombreuses améliorations apportées à la clarinette ont consisté à gommer ses défauts et à rendre tempéré et chromatique un instrument tonal. Les principales évolutions sont l'association d'une anche battante ligaturée par une cordelette sur le dessus d'un bec en contact avec les lèvres au lieu d'une anche vibrant dans une boîte (capsule), la création et l'amélioration des registres, et l'introduction de nouvelles clés.
De nombreux collectionneurs et historiens s'attachent à établir l'histoire de la famille des clarinettes historiques,,.
Les premières clarinettes sont fabriquées en buis ou en bois d'arbres fruitiers tendres, et leurs clefs sont en laiton.

## Clarinette à deux clefs
La clarinette consiste en une amélioration d'un instrument de musique à anche simple, le chalumeau, qui existe au moins depuis le Moyen Âge et qui est décrit par Marin Mersenne dans son traité Harmonie universelle, contenant la théorie, l'organologie et la pratique de la musique de son époque (1636). Le chalumeau définit les caractéristiques principales de la clarinette : un tuyau cylindrique en roseau ou en buis percé de trous d'harmonie et un excitateur à anche battante en roseau. Le chalumeau ne pouvait produire que les sons fondamentaux.

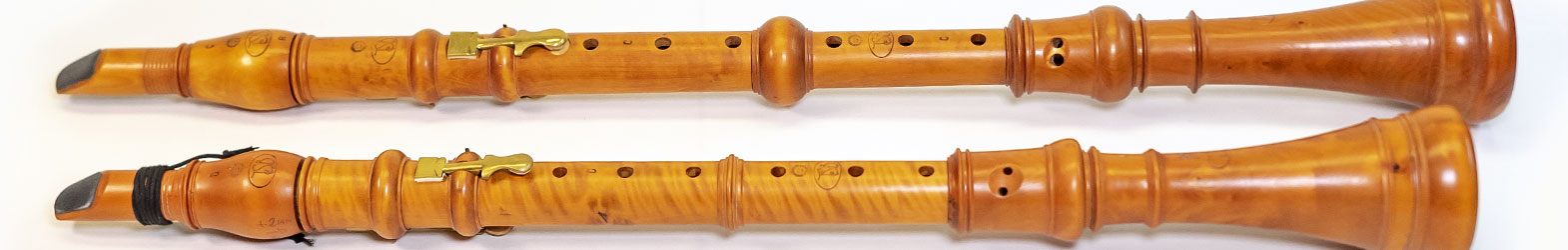
Clarinettes à deux clés en ut et en ré d'après Denner (répliques de Schwenk & Seggelke, la = 415 Hz)

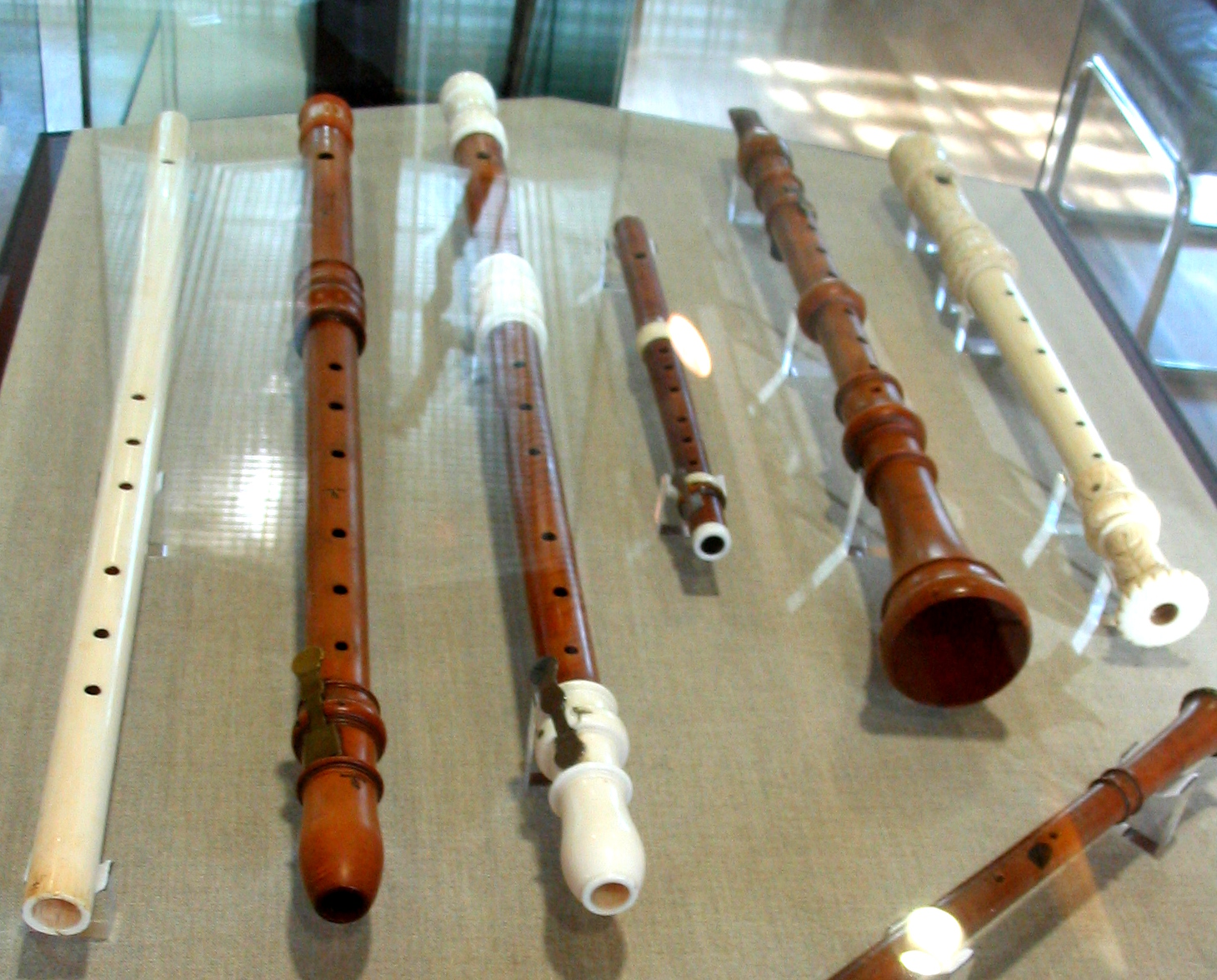
Clarinette en ut de Denner - Musée de Berlin, 2ème instrument à partir de la droite.

Le mot  « chalumeau » provient du latin classique calamus qui signifie roseau.
Au début du XVIIIe siècle, le facteur Johann Christoph Denner, de la guilde nurembergeoise des Wildruf- & Horndreher (tourneurs d'appeaux et de cors), effectue dans son atelier de Nuremberg pendant une dizaine d'années des recherches pour améliorer le chalumeau:
- il réduit le diamètre de la perce du tube pour atteindre des harmoniques élevées et il lui ajoute la clef de douzième (ou de quintoiement) qui étend le registre vers l'aigu, dénommé « clairon » en ouvrant un trou percé dans le corps et placé exactement au tiers supérieur du chalumeau. Ce principe permet de basculer de la note fondamentale à la troisième harmonique de cette note, soit une quinte au-dessus de son octave (soit une douzième) ;
- il remplace la boîte qui renferme l'anche par un bec en contact direct des lèvres sur l'anche qui permet de produire des sons harmoniques. L'anche est en contact avec la lèvre supérieure et l'embouchure ressemble à celle des anches doubles : les dents ne sont pas en contact avec le bec ;
- pour combler les trous de l'échelle sonore, il ajoute une deuxième clef à l'instrument pour produire le la médium ;
- il évase l'extrémité de l'instrument.

Cet instrument dispose d'un ambitus de deux octaves et une quinte, avec des notes manquantes dans l'échelle. Certaines notes nécessitent des doigtés particuliers, dits aussi « fourchus », ou un jeu particulier sur l'embouchure au niveau du bec notamment pour produire le si bécarre dans le médium. Le registre grave garde le nom de « chalumeau ».
Il existe une controverse portant sur le fait qu'il n'existe aucune preuve contemporaine que Johann Christoph Denner ait fabriqué une clarinette en 1690 mais plutôt une commande posthume attribuée à son fils Jacob Denner en 1710. La première trace écrite du terme « clarinette » se trouve dans le registre de l'achat de quatre clarinettes à Jacob Denner par la fanfare de la ville de Nuremberg. Néanmoins il est communément affirmé dans les préambules de méthode de clarinette que Johann Christoph Denner a inventé la clarinette vers 1698 en modifiant le chalumeau sur la base d'une déclaration de Johann Gabriel Doppelmayr datant de 1730 dans son ouvrage Historische Nachricht von den Nürnbergischen Mathematicis und Künstlern.
Les premières clarinettes connues qui nous sont parvenues sont celles de son fils, Jacob Denner (1681-1735). Deux des contemporains de Jacob Denner, Klenig et Oberlender, ont également fabriqué des clarinettes. Différentes tailles de clarinette ont été fabriquées par les Denner, père et fils. Il reste au moins 68 instruments de toutes sortes fabriqués par Johann Christoph Denner et au moins 40 de son fils Jacob, tous deux de Nuremberg. Les premières mentions de clarinettes à Nuremberg datent de 1710, trois ans après la mort de J. C. Denner.
À cette époque, le positionnement de la clé de douzième désormais placée sur le dessous de l'instrument et de la clé de la en dessous varient fréquemment. La clé du dessus produisait probablement la note la et l'ajout de la clé au pouce produisait la note si bémol comme sur la clarinette moderne. Certaines sources affirment que la clé de pouce seule produisait le sol ou le la. Albert Rice affirme dans son livre The Baroque Clarinet que sur la majorité des clarinettes baroques existantes testées par Eric Hoeprich et Marie Ross, la clé de registre produisait effectivement le la, le si bémol étant produit par la clé du dessus et le si par les deux clés ensemble. Marie Ross n'a trouvé qu'une seule clarinette qui produisait un si bémol lorsque les deux clefs étaient enfoncées. Cette disposition des doigtés de l'époque baroque citée par Rice pourrait avoir été le cas sur les premières clarinettes avant que Jacob Denner ne déplace le trou de la clef de pouce plus haut et ne le réduise. Dans les deux cas, la clef de pouce servait également de clef de registre qui, lorsqu'elle était enfoncée, produisait une note plus aiguë d'une douzième. Le trou de la clef de registre était équipé d'un tube métallique plongeur pour éviter que l'humidité ne l'obstrue.
Les clefs étant positionnées au milieu de l’instrument, le clarinettiste pouvait jouer avec la main gauche en haut et la main droite en bas ou inversément. Pour le trou du fa grave utilisé par le petit doigt, le facteur pouvait soit faire un trou de chaque côté, et le clarinettiste bouchait avec de la cire le trou inutile, soit le trou était sur le pavillon, et le clarinettiste le positionnait du côté de son choix.
La clarinette baroque était généralement fabriquée en buis européen, parfois en ivoire, en prunier, en ébène ou en poirier. Les clarinettes varient en taille et sont fabriquées en trois ou quatre sections. Les clés sont en laiton, parfois en argent, et les ressorts sont en laiton. Les coupoles des trous d'harmonie étaient généralement carrées, bien que des instruments avec des coupoles rondes aient survécu. Dans les deux cas, un morceau de cuir était fixé pour former le tampon étanche.
Les becs varient en fonction de l'angle de la conicité du bec et des dimensions intérieures. Les premiers becs de clarinette de Jacob Denner avaient de très longues ouvertures de 40 à 50 mm. La longueur de la fenêtre était presque égale à celle de l'anche. La lèvre supérieure de l'instrument entrait en contact avec l'anche.
Une autre amélioration utilisée par Jacob Denner, que l'on retrouve également dans les hautbois contemporains et les hautbois d'amour, était le trou d'accord situé à mi-chemin du pavillon de la clarinette. Les clarinettes de Denner dotées d'un trou d'accord sont beaucoup mieux accordées (à la= 415 Hz environ) que les clarinettes de Denner sans trou d'accord.
La note la plus grave de la clarinette à deux clés était le fa. Avec une "embouchure" généreuse et des doigtés en fourche, il était possible de jouer chromatiquement jusqu'à l'ouverture du sol. À partir du do clairon, la séquence chromatique pouvait être répétée avec la clé de registre ouverte. Les notes du registre de la clarinette étaient mieux accordées que celles du registre du chalumeau. Les clarinettes à deux clés pouvaient raisonnablement être jouées jusqu'au sol suraigu, une note demandée dans les Concertos de J. M. Molter. Le si entre le registre du chalumeau et celui du clairon  n'a pas été utilisé par Molter parce que cette note, selon certains auteurs, devait être produite soit en variant l'embouchure du do vers le bas, soit en variant l'embouchure du si bémol vers le haut. Comme nous l'avons mentionné plus haut, certaines clarinettes anciennes pouvaient produire le si en appuyant sur les deux clefs. Un autre doigté possible, qui apparaît dans le plus ancien tableau de doigtés existant, celui de J.F.B.C. Majer datant de 1732, est si avec les deux clés enfoncées et les trois trous de la main gauche et les quatre trous de la main droite fermés.
En dépit de ces défauts (manque d'homogénéité des registres, discontinuité dans l'échelle sonore, certaines tonalités indisponibles… ), la clarinette à deux clefs se répand en Europe :
- L'éditeur Estienne Roger publie à Amsterdam entre 1712 et 1715 deux volumes de duos pour deux instruments, y compris pour deux clarinettes ;
  - Jacques-Philippe Dreux (1670-1722), flûtiste parisien, Airs à deux clarinettes ou deux chalumeaux…, No. 358, (1715) ;
- En Italie, le compositeur vénitien Vivaldi introduit en 1716 deux parties de        clareni dans l'oratorio Juditha triumphans (probablement la première pièce orchestrale pour clarinette)[6]. Les deux clarinettes doublent les deux hautbois. Il emploie également des clarinettes dans le concerto Per la Solennita di S. Lorenzo RV 556, et les concertos pour deux hautbois et deux clarinettes RV 559 et RV 560 (ca. 1716);
- En juillet 1726, Jean Adam Joseph Faber (en), maître de chapelle à la Cathédrale Notre-Dame d'Anvers, l'emploie dans l'orchestration de la messe à cinq voix Missa Maria assumpta pour  deux violons, un alto, deux violoncelles, une contre-basse, deux flûtes, un hautbois, une clarinette, un clavecin ou orgue.
- Johann Melchior Molter compose six concertos pour petite clarinette en ré  vers 1745, comportant de réelles difficultés techniques pour le musicien ;
- En 1749, Jean-Philippe Rameau l'utilise à l'Opéra  dans la tragédie lyrique Zoroastre (indication hautbois ou clarinettes) puis dans la pastorale Acante et Céphise jouée en 1751 (premier opèra avec deux clarinettes obligées)[7] ;
- En 1754, elle est adoptée dans l’orchestre de la Chapelle de Mannheim[8] sous l'impulsion de Johann Stamitz. Il écrira également un concerto pour clarinette avant sa mort en 1757[9] qui aurait été joué pour la première fois au « Concert Spirituel » de Paris en 1772 par le clarinettiste Joseph Beer et édité encore plus tard. Outre Johann Stamitz, de nombreuses compositions pour la clarinette ont été écrites à Mannheim par des compositeurs comme Carl Stamitz (1745-1801), Peter von Winter (1754-1825), František Xaver Pokorný (1729-1794) et Franz Danzi (1763-1826), ou par des virtuoses de l'instrument comme Georg Friedrich Fuchs (1752-1821), Franz Anton Dimmler (1753-1827) et Franz Tausch (1762-1817), un clarinettiste virtuose qui intègre l'orchestre de Mannheim à l'âge de 8 ans[10],[11],[12].

Pour jouer dans les différentes tonalités, le musicien doit disposer de plusieurs clarinettes de longueur différentes. Au début, les petits modèles de clarinette, notamment en ré , étaient usuellement construits par facilité de fabrication, puis  les modèles dans les trois tonalités en la, si  et ut s'imposèrent; certains musiciens pouvaient utiliser jusqu'à sept modèles à l'orchestre.
La première méthode pour clarinette est écrite par Joseph Friedrich Bernhard Caspar Majer en 1732 dans le traité « Museum Musicum ».

« À partir du milieu des années 1740, certains princes accueillent chez eux des musiciens de Bohême de passage à Paris. Des cornistes et des clarinettistes, qui sont bientôt invités à jouer dans des institutions comme l’Académie royale de musique ou le Concert spirituel, et donnent à entendre des sonorités nouvelles. »

— Benoît Dratwicki

## Clarinette à trois clefs

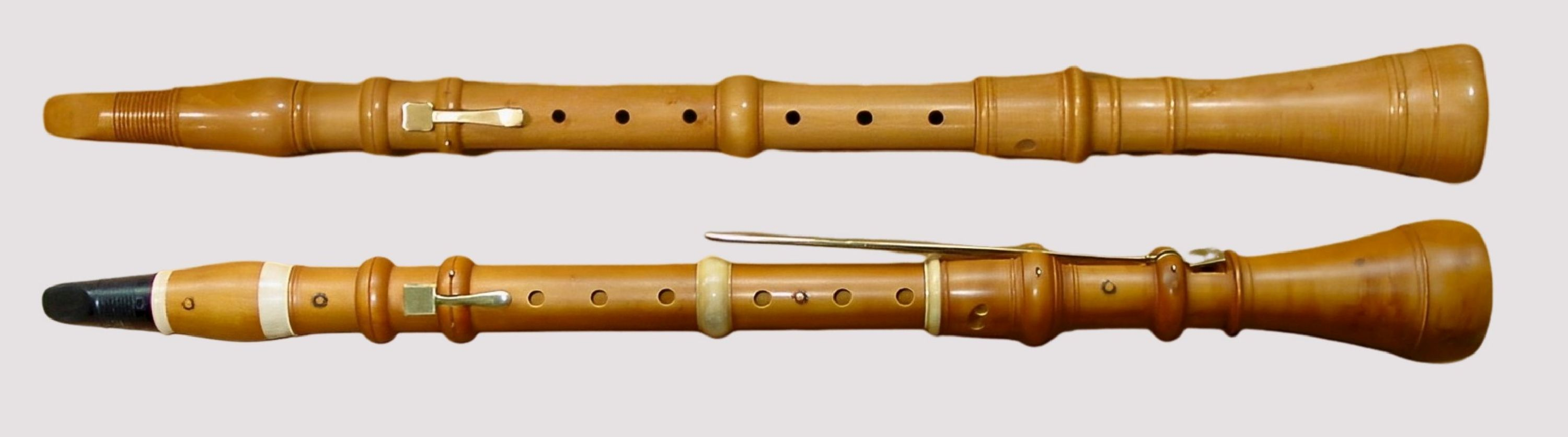
Clarinettes avec 2 et 3 clefs (répliques d'Andreas Schöni).

En 1754, Johann David Denner (1691-1764), un des fils de Johann Christoph Denner, ajoute une troisième clef autorisant à jouer le mi grave et sa 12e, le si dans le bas du registre du clairon, ce qui lui a nécessité d'allonger également le corps de l'instrument ;  cette clef est actionnée par le pouce gauche ou droit. Il dote l'instrument d'un pavillon qui le fait ressembler à un clarino (petite trompette baroque) : le nom de clarinette, qui apparaît au XVIIIe siècle, pourrait être lié à cette trompette baroque, extrêmement difficile à maîtriser, que la clarinette pouvait remplacer dans le registre du clairon.
Cette nouvelle clef permettait d'allonger la clarinette et de combler l'écart de hauteur entre le chalumeau et les registres aigus. Elle était actionnée par le pouce de la main inférieure. Les clarinettes de cette époque pouvaient être jouées avec la main gauche ou la main droite sur le corps inférieur. Il existait une paire de trous pour le cinquième doigt de la main inférieure. Le trou gauche ou droit pouvait être bouché, le trou restant étant ouvert ou fermé par le cinquième doigt. Plus tard, quelques clarinettes ont été fabriquées avec la clef mi grave/si sur le côté gauche de l'instrument et actionnée par le cinquième doigt de la main gauche.
A cette époque, la clarinette en buis reste légère et ne dispose pas de repose-pouce pour aider à porter et stabiliser l'instrument et dont l'usage se généralisera un siècle plus tard par Hyacinthe Klosé avec la clarinette moderne, dont le poids est accru par le nombre de clefs supplémentaires.
La fabrication des clarinettes n'est pas encore standardisée durant cette période. En 1973, Kurt Birsak a effectué des tests de jeu sur plusieurs instruments à deux et trois clés construits en 1760 par G. Walch de Salzbourg. À l'aide d'un accordeur électronique, il a constaté que les deux notes les plus graves étaient plus souvent fa et fa dièse au lieu de mi et fa. Lorsque la clé de registre est ajoutée à la note la plus grave de ces instruments, ils produisent le si attendu dans le registre clairon de la clarinette. Les clarinettes de Walch présentent davantage de problèmes d'intonation que les autres clarinettes baroques qui ont été testées, de sorte qu'il n'est pas possible de déterminer avec certitude quels doigtés étaient la norme.
Les premières clarinettes, comme celles des Denners, avaient des perces et des becs un peu plus larges que ceux des clarinettes modernes. Les trous pour les doigts étaient également larges. Au milieu du XVIIIe siècle, les clarinettes avaient des perces plus petites qui favorisaient les aigus, un bec beaucoup plus étroit et des trous de doigts plus petits.
Les clarinettes à deux clés étaient généralement en ré ou en do, plus rarement en mi bémol, en fa ou en sol. Il existe une clarinette en si bémol de Gerard Willems. Les instruments à trois clés étaient disponibles dans une plus grande variété de tonalité, ajoutant le la à la liste ci-dessus, mais la plupart étaient encore en ré ou en ut. L'ambitus de cette clarinette s'étend du mi ou du fa grave jusqu'au ré suraigu ou plus. Elle nécessite de nombreux doigtés en fourche pour jouer sur l'échelle chromatique.
La résistance au souffle se situait entre celle d'une flûte à bec et celle d'une clarinette moderne.
« Comme pour les bassons, la grande chance de la Clarinette fut l'édit de Louis XV en 1756 transformant la composition des musiques militaires. Désormais, les hautbois étaient remplacés par les Clarinettes. Les musiques ne comportèrent plus, désormais, que des Clarinettes, des cors et des bassons, auxquels pouvaient s'ajouter éventuellement des petites flûtes. Cet ensemble, automatiquement adopté par les loges maçonniques françaises, où la musique militaire était de rigueur, allait bientôt s'y voir confier l'interprétation non seulement de marches, mais aussi de musiques plus ambitieuses, essentiellement des arrangements de fragments d'Opéras, ou des symphonies spécialement écrites pour eux. Beethoven, qui fut un maçon fervent, sinon assidu, l'utilise pour une petite marche d'allure maçonnique et surtout pour l'accompagnement de son Bundeslied op. 122, chant maçonnique rituel écrit sur un texte de F. Goethe. »
À Paris et à Londres, dans les années 1750 et 1760, la clarinette est jouée dans les fanfares militaires ou en combinaison avec d'autres instruments à vent. La sonorité percante du registre clairon lui permet de se faire entendre en plein air à la fois comme instrument champêtre et comme instrument militaire pour remplacer la petite trompette.

« La clarinette est considérée comme l'élément vital de chaque orchestre militaire et comme un instrument indispensable [sic.] aux autres instruments à vent dans les concerts, où ses sons, judicieusement gérés, sont plus exaltants et animateurs que n'importe quel autre instrument. »

— Ouvrage anonyme « Compleat Instuctions (sic.) for the Clarinet » (ca. 1781)

## Clarinette d'amour

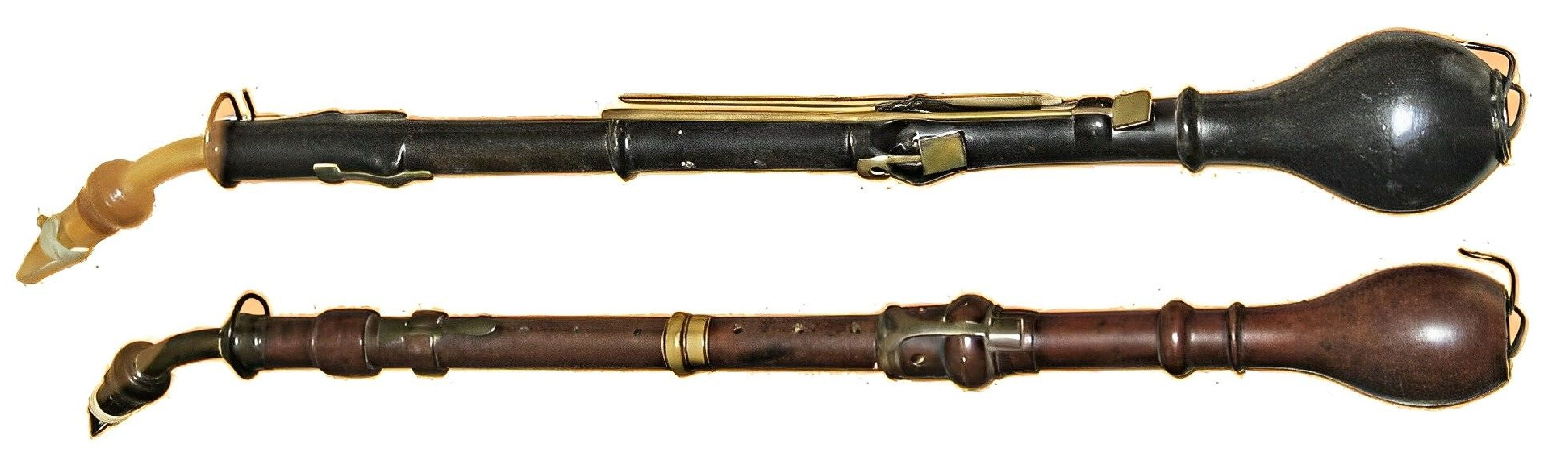
Deux clarinettes d'amour avec pavillon piriforme (collection Bate d'instruments de musique).
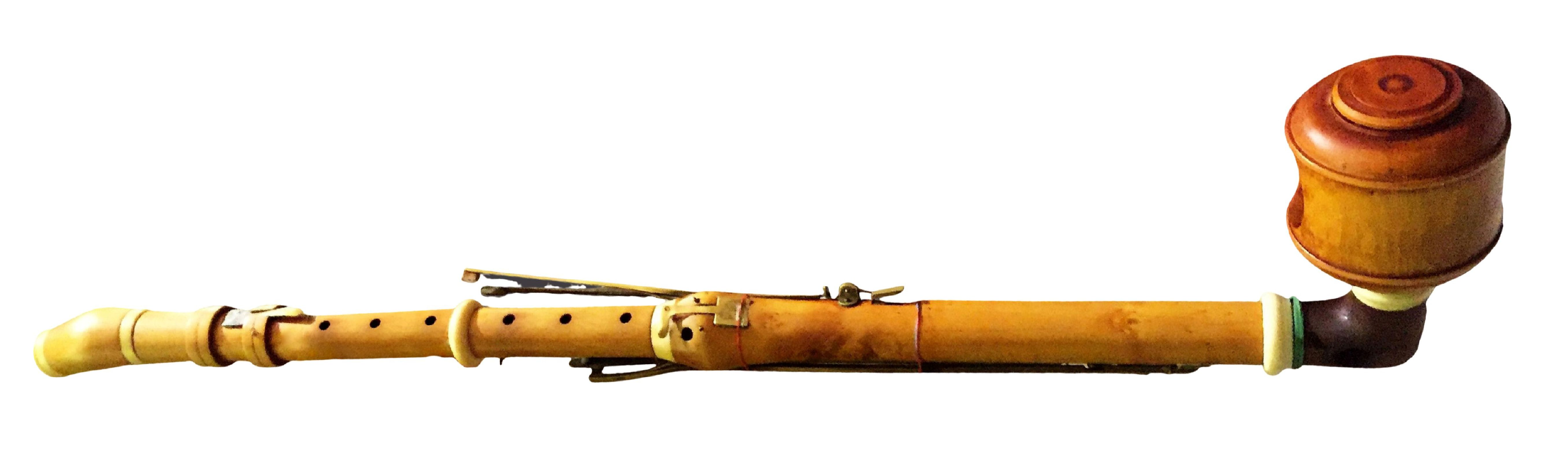
Clarinette d'amour ancienne avec pavillon en forme de boîte cylindrique (réplique d'Agnès Guéroult).

À partir des années 1740, on voit apparaître une clarinette à la tessiture plus grave, appelée « clarinette d'amour » dotée d'un pavillon d'amour, de trois clefs et d'un bocal courbe. Ce pavillon est piriforme le plus souvent et sert de résonateur. Elle ne perdurera pas après l'invention de la clarinette moderne. Elle est accordée le plus souvent en sol. Sa perce est plus petite, lui conférant une sonorité plus chaude et retenue.

## Clarinette à quatre clefs

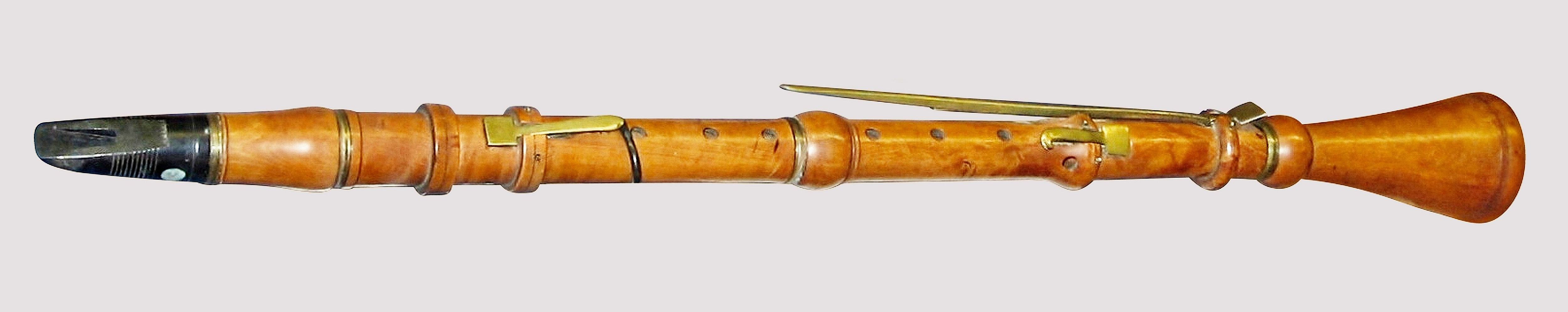
Clarinette à quatre clefs (collection Bate d'instruments de musique).

Vers 1760-1765, il est ajouté une quatrième clef qui permet de jouer le sol  grave et sa 12e, le ré , inventée probablement en Allemagne,. Cette innovation est généralement attribuée au facteur d'orgue de Brunswick, Barthold Fritze (1697-1766).
Le facteur allemand Johann Godfried Geist (naissance vers 1710/1720 — 1775) installé à Paris en 1750 est reconnu pour avoir fabriqué une clarinette  « française » en ré à quatre clefs vers 1765 puis des clarinettes à 5 clés.
Valentin Roeser donne quelques conseils aux compositeurs pour exploiter la clarinette à quatre clefs dans son  « Essai d'instruction à l'usage de ceux qui composent pour la clarinette et le cor » en 1764 mais cet ouvrage ne constitue pas une méthode d'enseignement.
La clef de sol dièse / ré dièse était actionnée par le cinquième doigt de la main droite (désormais toujours la plus basse des deux mains).

## Cor de basset

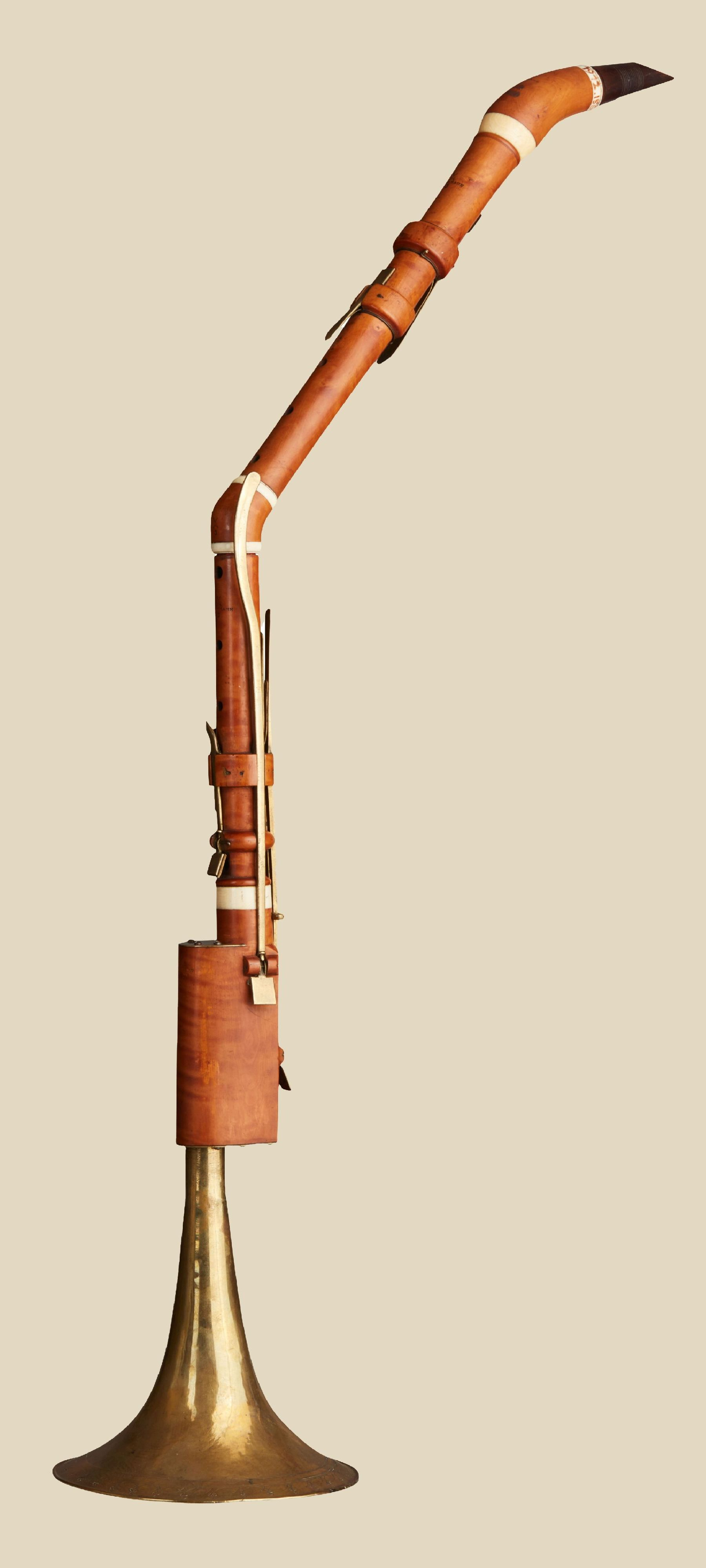
Cor de basset en fa par Jakob Friedrich Grundmann (1787).
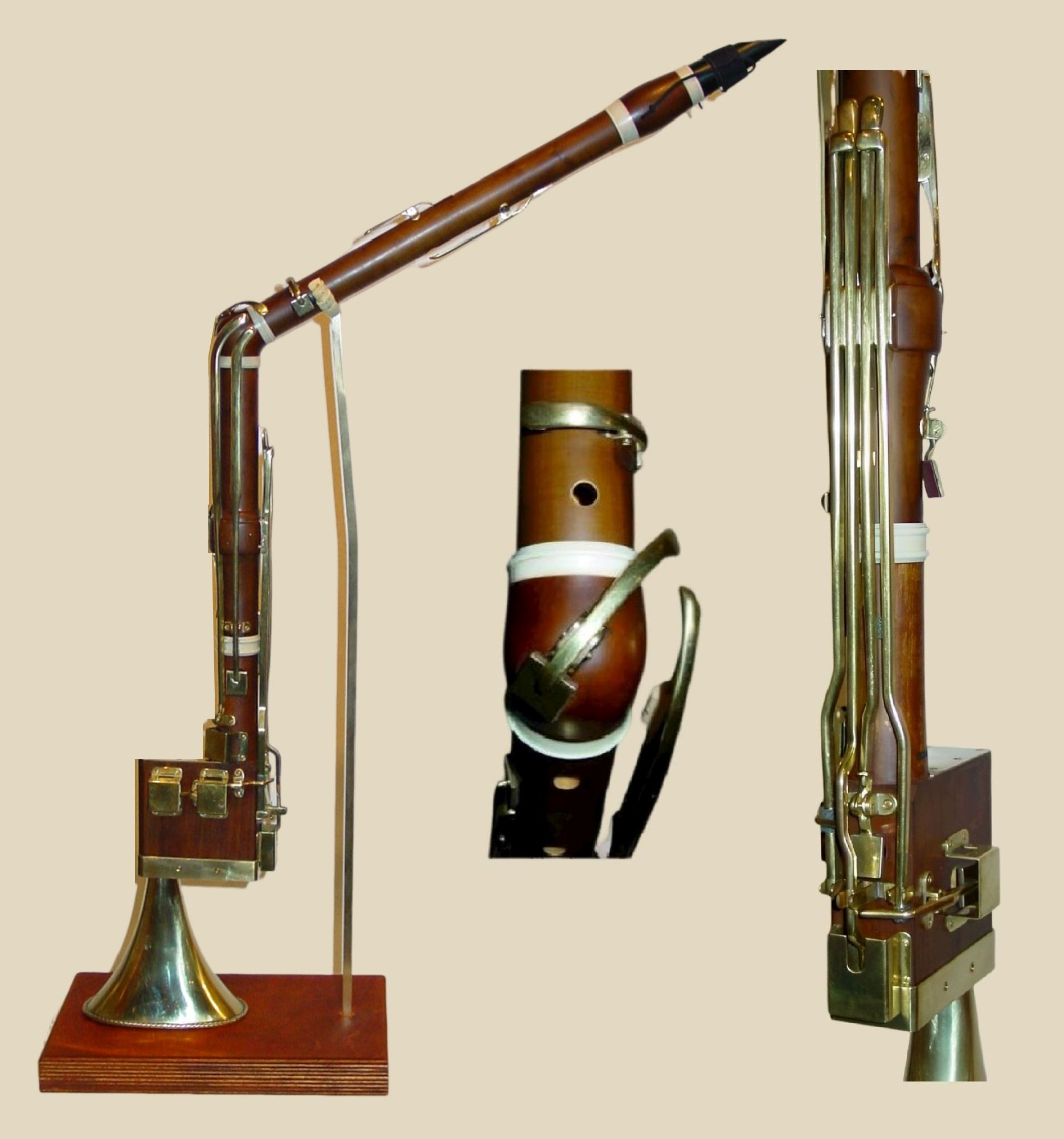
Cor de basset chromatique selon Theodor Lotz 1746-1792 (réplique d'Andreas Schöni).
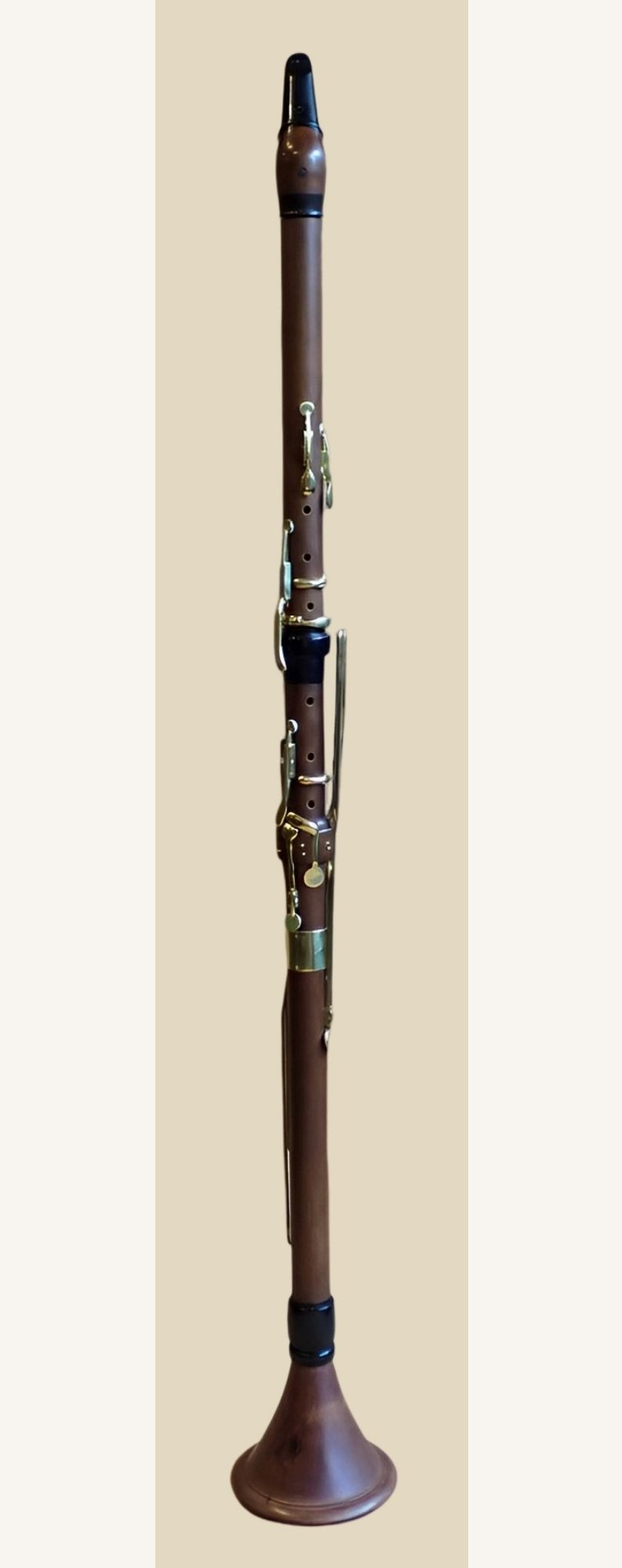
Cor de basset romantique, forme allongée, 13 clefs (réplique d'Andreas Schöni).

L'invention du cor de basset est attribuée à Anton et Johan Stadler vers 1770. Néanmoins les Mayrhofer de Passau, « inventeurs » autoproclamés, ont construit quatre  instruments de type cors de  basset courbes vers 1760 et n’étaient pas officiellement des facteurs d’instruments à vent (c'est-à-dire des tourneurs).
Le cor de basset est la première clarinette « non droite » qui bénéficie du système de pavillon en métal (droit ou courbé). Les premiers modèles étaient de forme courbe et de tonalité mi, mi bémol ou ré. On retrouve ensuite des modèles en sol et en la. Sonnant une tierce en dessous de la clarinette en la, il est un instrument transpositeur en fa qui est la tonalité qui s'imposera au XIXe siècle.
En 1808, Heinrich Grenser améliore le cor de basset, très populaire à l'époque, en le rendant droit au lieu d'être courbé, comme c'était la coutume jusqu'alors, et l'équipe également de 16 clés, ce qui permet, entre autres, de jouer de façon chromatique jusqu'au do grave. Cette amélioration du cor de basset signe l'invention de la clarinette alto (en fa)  attribuée aux travaux communs d'Iwan Müller et d'Heinrich Grenser ,,. Müller jouait sur une clarinette alto en fa en 1809 avec seize clefs.

## Clarinette à cinq clefs
Vers 1775, Johann Joseph Beer ajoute une cinquième clef, qui permet de jouer le fa  et sa 12e, le do . Cette clef  était actionnée par le cinquième doigt de la main gauche. Un passage chromatique typique de l'époque dans le registre du clairon, de fa dièse à do nécessitait des doigtés en fourche pour fa dièse, sol dièse et la dièse.

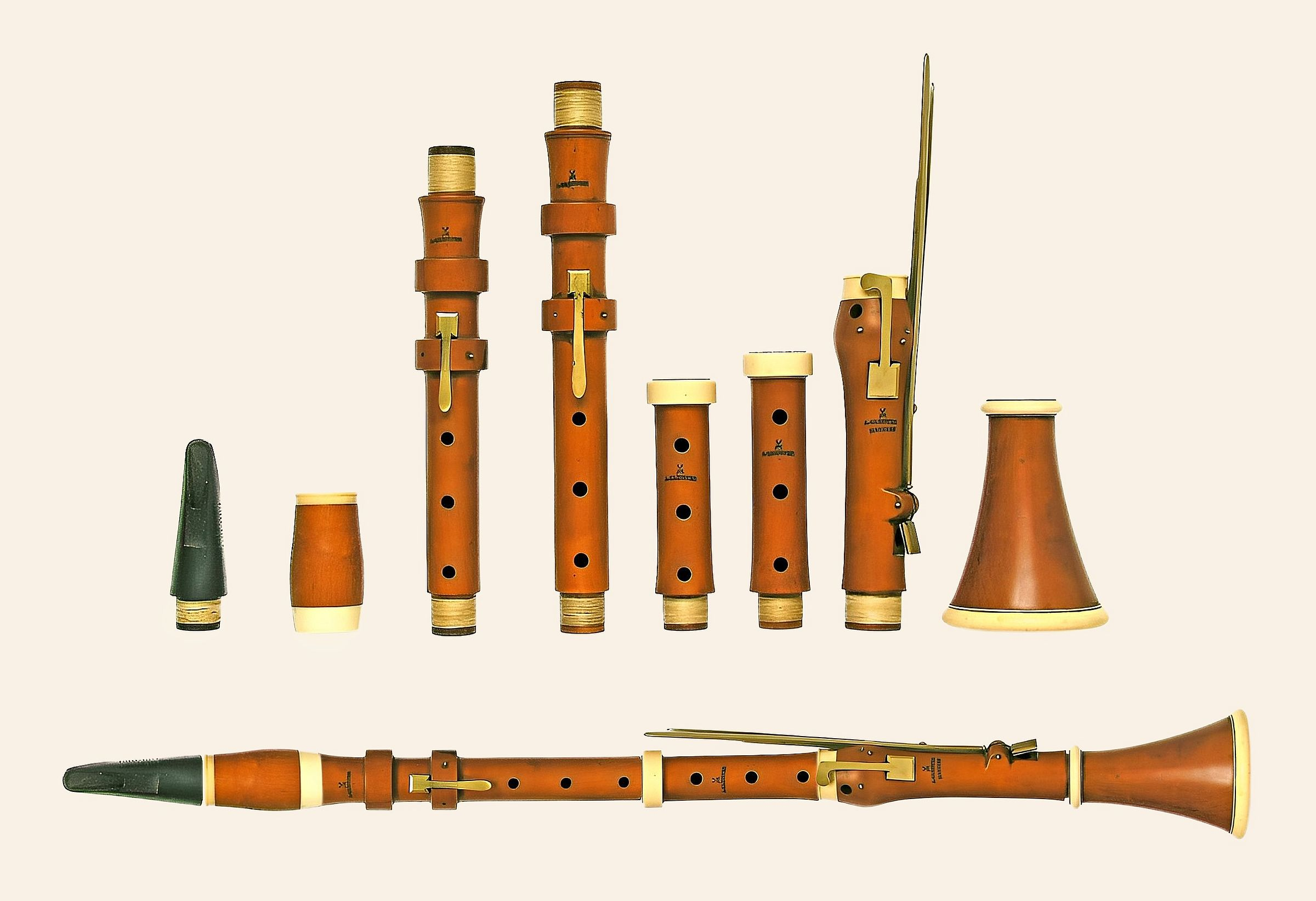
Clarinette et corps de rechange démontés, en si bémol et la, August Grenser (Dresde, ca. 1790)]; corps en trois parties
embouchure contemporaine rainurée pour corde, barillet, 2 corps supérieurs pour main gauche Bb / A (2 tenons), 2 corps intermédiaires pour main droite Bb / A (1 tenon), corps inférieur avec 2 clés (1 tenon), pavillon

Toujours vers 1775, il est admis que le facteur parisien Michel Amlingue (1744-1816) invente un système de corps de rechange avec des tenons, permettant au musicien d'orchestre de n’avoir plus besoin que de quatre tailles d’instruments (au lieu de sept) pour pouvoir jouer dans toutes les tonalités. Par exemple, à partir d'une clarinette en si , il est possible de «transformer» l'instrument en la en utilisant un corps de rechange s'adaptant au pavillon. On retrouve des systèmes analogues pour la famille des flûtes, et plus généralement la famille des bois.
Dans les années 1780, les concertos pour clarinette composés par Carl Stamitz et de Georg Friedrich Fuchs indiquent que cet instrument est devenu virtuose grâce aux améliorations apportées par les facteurs artisans (justesse, perce, trous d'harmonie, clétage…) et qu’il passe aisément du registre grave au registre aigu, sans pouvoir pour autant intégrer des passages chromatiques ou jouer dans toutes les tonalités.
Le déploiement des musiques militaires au temps de la Révolution française généralise l'emploi de l'expression « les Clarinettes » pour désigner les formations musicales militaires.

« Le champ de Mars fut construit au son des Clarinettes. »

— Un auteur au temps de la Révolution.

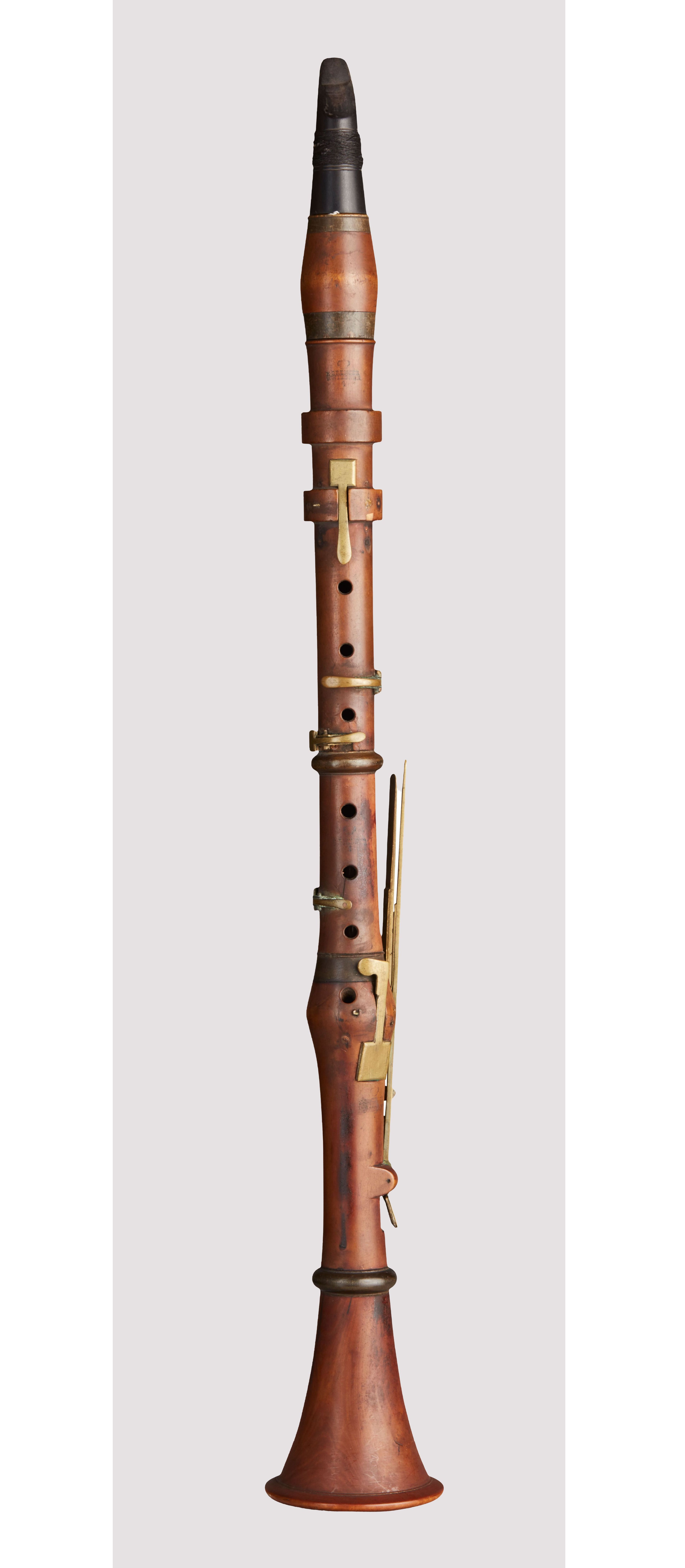
Clarinette à cinq clefs, Grenser & Wiesner (Allemagne, ca.1820).

Les clarinettes à cinq clés ont continué à être fabriquées en France pour les armées et en Allemagne en raison de leur coût réduit et leur simplicité d'apprentissage au début de XIXe siècle.

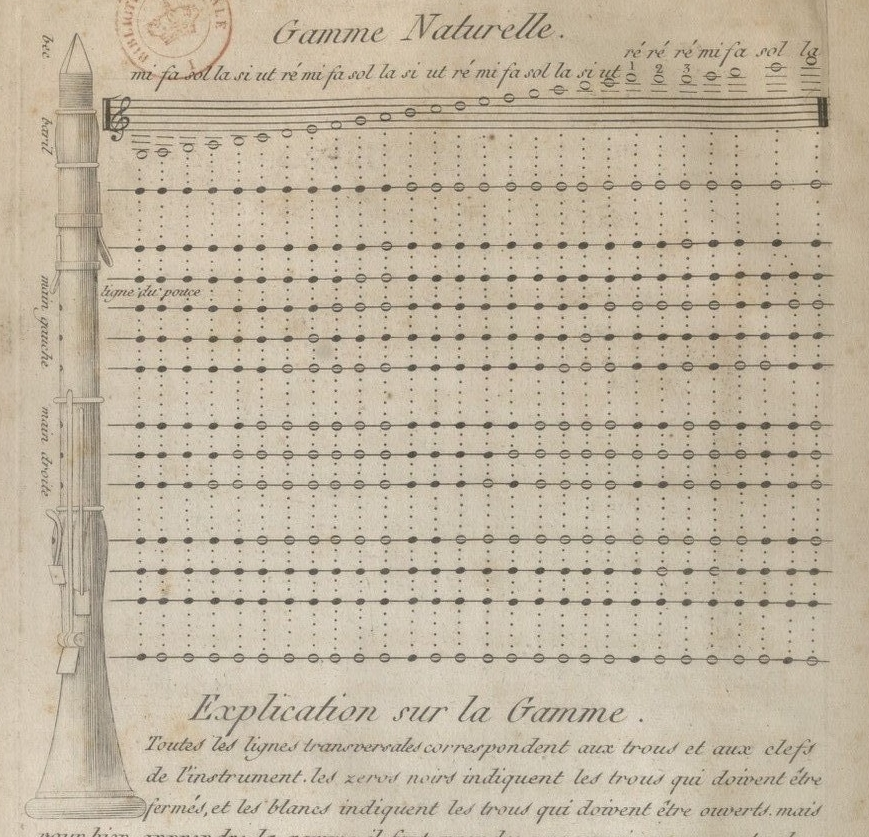
Gamme naturelle de la clarinette à 5 clefs issue de la Nouvelle méthode de clarinette divisée en deux parties, contenant tous les principes concernant cet instrument (...) - Amand Vanderhagen, Paris (1799).

Amand Vanderhagen est considéré comme le pédagogue ayant posé les bases de l'enseignement de la clarinette en éditant plusieurs versions de sa méthode de clarinette d'abord pour le modèle à cinq clefs (1785, 1799, 1819).
La plupart des clarinettes des années 1770-1780 étaient fabriquées en do et en si bémol. Certaines possédaient une pièce de rechange qui, lorsqu'elle était utilisée, permettait d'obtenir une clarinette en la. L'instrument qui n'était qu'une clarinette en la était rare. Les diamètres de perce varient de 13 à 14 mm. Les clarinettes en do et en mi bémol étaient munies de corps de rechange lorsque des clarinettes en si bémol ou en ré étaient nécessaires. Les anches étaient courtes, étroites et dures. À partir de la fin des années 1770, beaucoup d'anches étaient fabriquées en pin ou en sapin, d'autres en roseau.
En Angleterre, vers 1785, le bec est  séparé du barillet et le corps du haut était pourvu d'un long tenon qui servait de coulisse d'accord. La séparation du bec du barillet a pu se produire en dehors de l'Angleterre à peu près à la même période, mais comme le tenon était court, l'accord n'était pas possible.
Juste avant 1790, et uniquement en Angleterre, une clé de trille entre le la et le si a été ajoutée. En général, les clarinettes anglaises de cette époque n'étaient pas aussi développées que les instruments continentaux. Les clarinettes continentales avaient des trous d'harmonie plus grands et une sonorité toujours meilleure dans le registre du chalumeau. Cela a été d'une grande importance pour les œuvres de Mozart, car il a commencé à écrire des passages solos pour la clarinette dans le registre du chalumeau.

## Clarinette de basset

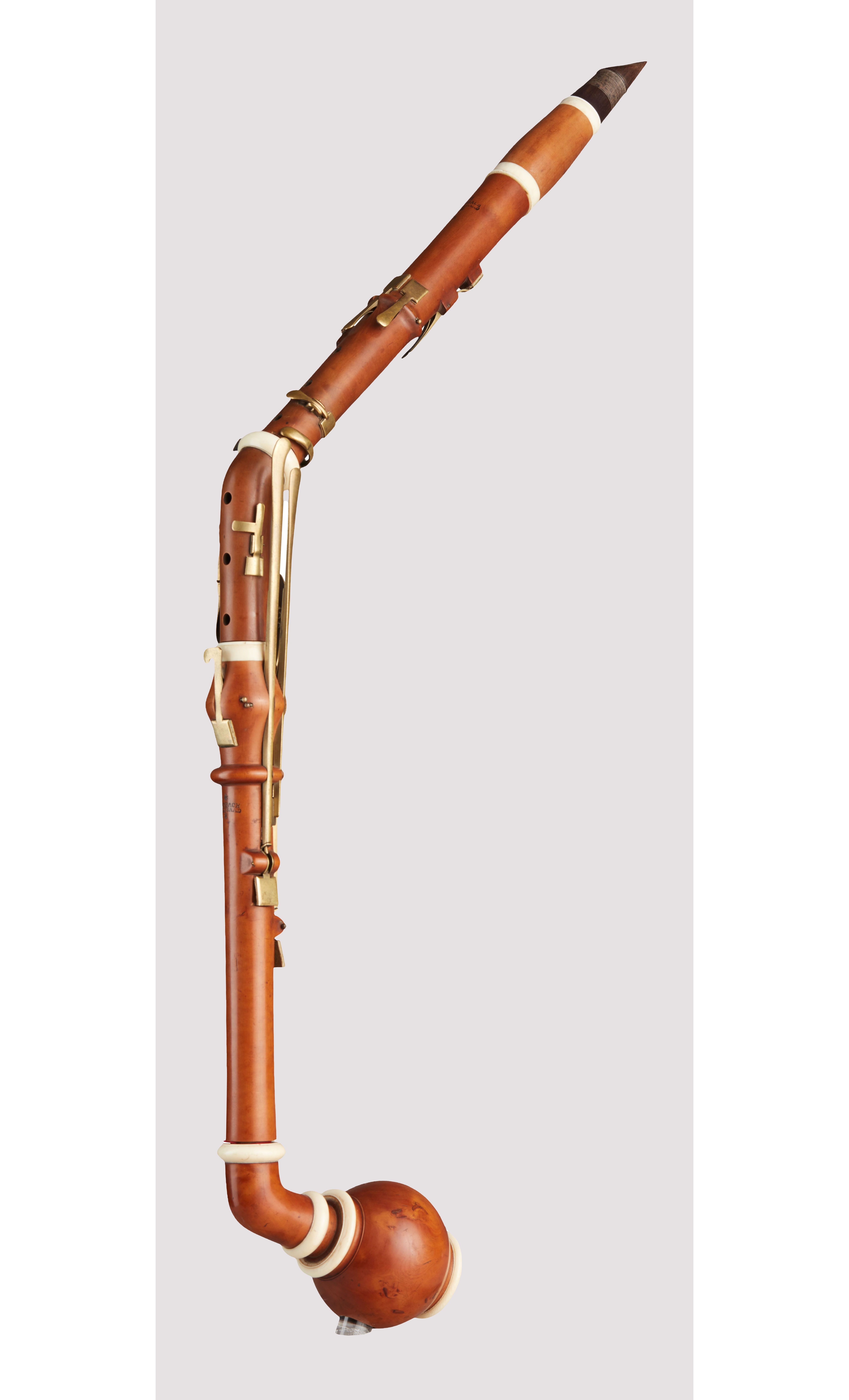
Clarinette de basset, marquée STROBACH //CARLSBAAD, ca. 1800 (conservée au Musée des Arts et Métiers de Hambourg).

Le Concerto pour clarinette de Mozart, pièce référence pour la clarinette, est composé en 1791 pour un prototype en la dérivé d'un modèle de clarinette à cinq clefs modifié descendant d'une extension d'une tierce chromatique jusqu’au do grave et conçu par le clarinettiste et ami Anton Stadler de la même loge maçonnique. Cet instrument désigné désormais comme « clarinette de basset » a été inventé en 1788 par le facteur d'instruments Theodor Lotz (1746-1792) et Anton Stadler.

## Clarinette à six clefs
Jean-Xavier  Lefèvre, premier professeur au Conservatoire de Paris, ajoute une sixième clef permettant de jouer le do  et sa 12e, le sol  en 1791. Cette sixième clef permet d'obtenir une échelle sonore complète pour la clarinette.
Sa Méthode de clarinette, parue en 1802, a beaucoup de succès et est traduite en allemand et en italien.
Ce système à six clefs reste difficile à jouer dans les tonalités comportant de nombreux dièses ou bémols, car il nécessite d'employer des doigtés en fourche. Il sera très  employé pendant plus de vingt ans jusqu'à l'irruption de nouvelles innovations.

## Clarinette basse
Le premier instrument assimilable à la clarinette basse apparait vers la fin du XVIIIe siècle avec un instrument en forme de basson construit par Heinrich Grenser (1793).

## Clarinette alto
L'invention de la clarinette alto (en fa) a été attribuée aux travaux communs d'Iwan Müller et d'Heinrich Grenser. Müller jouait sur une clarinette alto en fa en 1809, avec seize clefs alors que les clarinettes soprano avaient moins de clefs à cette période.
Plus tard, avec la réforme des orchestres militaires entrepris par Adolphe Sax vers le milieu du XIXe siècle, la clarinette alto évoluera vers un instrument en mi bémol.

## Clarinette contrebasse
La famille des clarinettes continue à s'élargir : une clarinette contrebasse en si♭, appelée contrebasse guerrière, est inventée par l'orfèvre Dumas, de Sommières, au début du XIXe siècle. Il est discuté en 1811 à l'Académie des Beaux-arts de son usage dans les orchestres militaires en France pour des raisons esthétiques en réaction à l'introduction de la contrebasse à cordes à l'Opéra en 1732 par Montéclair et du trombone en 1773 par François-Joseph Gossec .

## Clarinette à huit clefs
Pour augmenter la vélocité de l'instrument, le facteur lyonnais Jacques François Simiot, élabore  une  clarinette  à  huit  clés et il lui ajoute un tuyau en métal dans le trou de la clé de douzième pour empêcher le bouchage et l’écoulement par le trou de la condensation de vapeur d’eau; En 1803, il invente une clarinette révolutionnaire à 12 clés; en 1808, il publie le «Tableau explicatif des innovations et changements faits à la clarinette».

« Parmi les inconvénients inhérents à la construction de la clarinette, l'écoulement de la salive par le trou du pouce gauche est des plus désagréables; Simiot tenta d'y obvier par l'adjonction d'un tuyau saillant à l'intérieur. De même la clé de si b ou de clairon se trouvait facilement obstruée par la salive, à cause de la petitesse du trou. Notre ingénieux facteur y remédia par un mécanisme qui, en conservant au pouce la branche ou spatule actionnant cette clé, la faisait ouvrir en dessus du corps de l'instrument, tandis qu'elle ne s'ouvrait ordinairement qu'en dessous. Ce système qu'un facteur belge nommé Albert a cru inventer longtemps après, donnait un si b plus sonore et une grande pureté à toute l'octave du clairon, en rendant impossible l'obturation accidentelle du tuyau d'âme. A la même époque Simiot construisait des clarinettes en ut avec corps de si b portant 10 coulisses et dont le corps des grandes clés se graduait dans tous les tons par une charnière mécanique. (Tableau explicatif des innovations et changements faits à la clarinette, par Simiot, facteur à Lyon in-f, enregistré à la bibliothèque impériale, 1808) »

— Constant Pierre,  Les facteurs d'instruments de musique, p.302 (1893)
Selon une correspondance avec le facteur français Jacques François Simiot, Iwan Müller a également fabriqué une clarinette à 8 clefs en Russie en 1803. À l'époque, la clarinette standard utilisait des clefs en laiton plates recouvertes de cuir souple ou de feutre pour boucher les trous d'harmonie. Comme ces clefs plates laissaient passer l'air, leur nombre devait être réduit au minimum, ce qui signifiait que les notes en dehors de la tonalité principale de la clarinette devaient être obtenues par des doigtés compliqués (« fourchés »), difficiles à jouer rapidement et rarement justes.

## Clarinette à dix clefs
En mars 1811, Carl Maria von Weber vient à Munich et fait la connaissance de Heinrich Bärmann et écrit pour lui le Concertino en mi bémol majeur, sa première œuvre pour la clarinette. Bärmann le joue avec un grand succès, ce qui incite Weber à créer deux autres grands concertos. Pendant l'hiver 1811―1812, Bärmann et Weber (comme pianiste) donnent plusieurs concerts à Berlin puis dans le reste de l'Europe.
Cette pièce était jouée par Bärmann avec une clarinette à dix clefs, acquise deux ans plus tôt et construite par Griessling & Schlott à Berlin selon son fils Carl Baermann dans sa méthode Vollständige Clarinett Schule (1864),,. La clarinette polytonale à treize clefs inventée par Iwan Müller n'apparaît qu'en 1812.
La clarinette à dix clés fait partie des clarinettes de transition du début du XIXème siècle qui voit  apparaître la musique romantique avec une nouvelle écriture musicale intégrant chromatisme et virtuosité. Les limitations de la clarinette à cinq ou à six clefs sont en partie levées par l'ajout de nouvelles clefs permettant aux meilleurs virtuoses de la clarinette  de rivaliser avec les violonistes et les pianistes de cette période (Niccolò Paganini...).
Heinrich Bärmann a également été proche de plusieurs compositeurs qu'il a inspiré : Peter von Winter (1754-1825), Giacomo Meyerbeer (1791-1864) avec un quintette, des duos et la cantate Gli amori di Teolinda (1816), Felix Mendelssohn-Bartholdy (1809-1847) qui a composé les Konzertstücke pour clarinette, cor de basset et piano (1832-1833) pour lui et son fils Carl Baermann (1811-1885).

## Iwan Müller et la clarinette à treize clefs

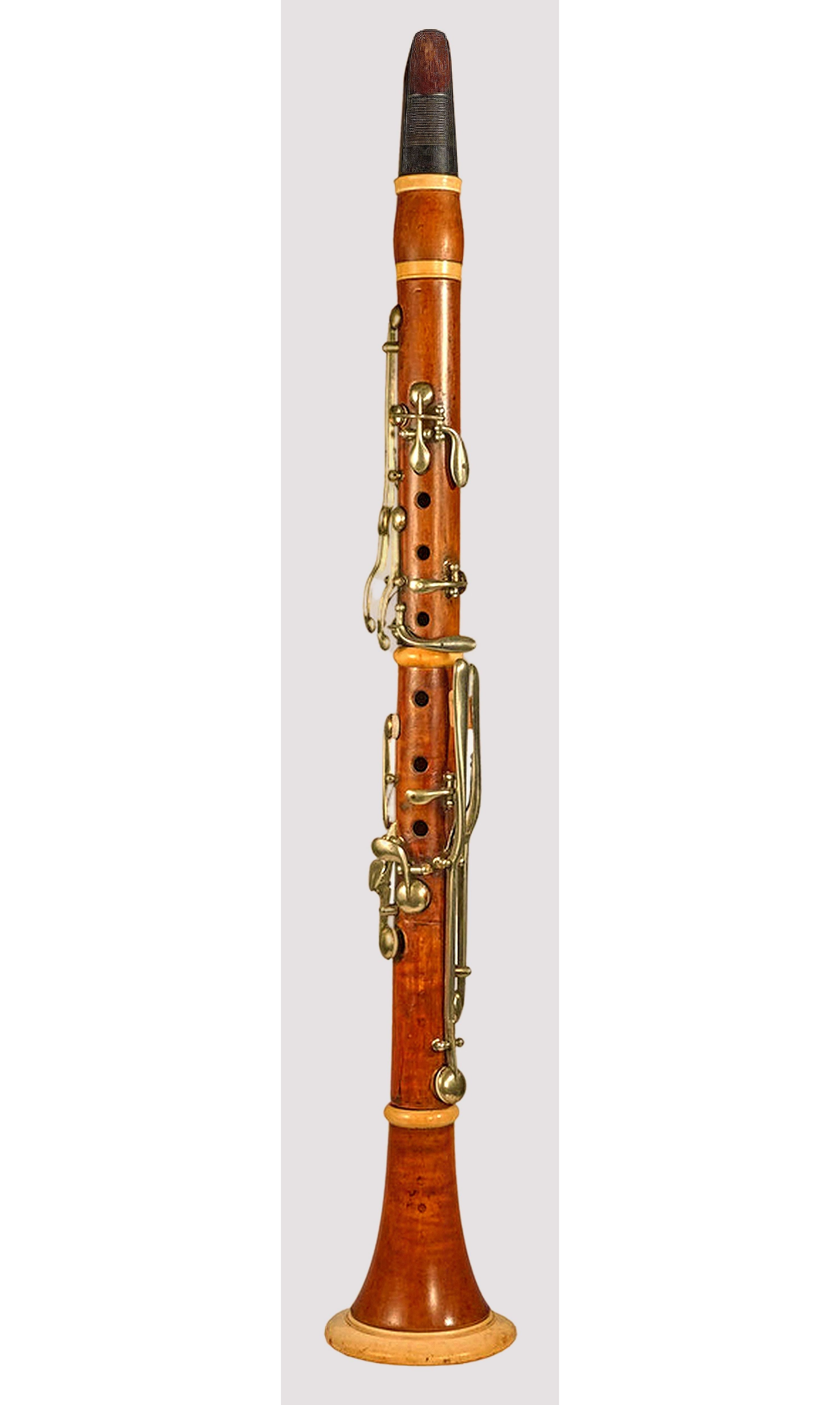
Clarinette en do selon le modèle à treize clefs d'Iwan Müller, fabriquée par Lauriol à Bordeaux (1812). Clefs en pelle à sel.

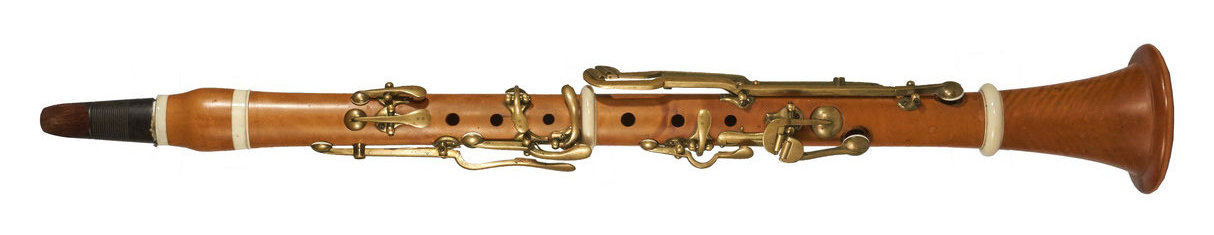
Clarinette à treize clefs selon le modèle de Müller, avec des rouleaux sur les clefs d'auriculaire.

Le clarinettiste estonien Iwan  Müller invente à Vienne en 1809 une clarinette à treize clefs offrant une meilleure justesse et permettant d'accéder plus facilement au registre suraigu et de passer avec moins de difficultés d'un registre à l'autre. Müller qualifie la clarinette à treize clés d' « omnitonique », en proposant de ne garder que le modèle en si , afin que le musicien puisse jouer dans toutes les tonalités sans nécessité de changer d’instrument.
À la base de son invention, Iwan Müller étudie dès 1806 à repositionner les différents trous d'harmonie, en les perçant plus ou moins haut sur le corps, ce qui influence la qualité de la sonorité de l'instrument puis adjoint un système ingénieux de clés pour accéder à certains trous inaccessibles aux doigts qui peuvent être bouchés ou ouverts par des clefs munies de tampons. Les tampons sont améliorés et composés de laine recouverte le plus souvent de cuir alors qu’auparavant ils étaient en feutre. Ces nouveaux tampons étaient plus résistants et imperméables.
En dépit du refus du comité (comprenant entre autres Lefèvre, Méhul et Gossec) du conservatoire de Paris d'adopter cet instrument innovant en 1812 tout en reconnaissant que la clarinette à  six clefs a besoin d'améliorations et également de la réticence des musiciens militaires, des musiciens comme Jean-Baptiste Gambaro en feront la promotion et cette clarinette sera adoptée par les solistes majeurs de Paris et les compositeurs comme Hector Berlioz dans sa Symphonie fantastique (1830) jusqu'à l'invention de la clarinette système Boehm à anneaux mobiles en 1839 par Hyacinthe Klosé et Louis Auguste Buffet.

« Grâce à la perfection de quelques mécanismes actuels, on peut exécuter aujourd’hui sur cet instrument presque toutes les trilles, presque tous les passages, et cela dans n’importe quel ton. C’est cette dernière faculté qui leur a valu le nom d’omnitonique. La clarinette en si bémol, par exemple, peut jouer dans tel ton que ce soit, bien que naturellement certains tons lui soient plus favorables. »

— Georges Kastner,  Manuel général de musique militaire, Paris 1848, p. 375
Des méthodes seront publiées pour accompagner l'apprentissage de la clarinette de Müller:
- Iwan Müller, Méthode pour la nouvelle clarinette & clarinette-alto suivie de quelques observations à l'usage des facteurs de clarinettes. Dédiée avec autorisation royale à Sa Majesté George IV roi des royaumes unis de la Gde Bretagne et d'Irlande par Iwan Muller, auteur de la nouvelle clarinette et clarinette alto membre de la Société philharmonique de Londres, correspondant de la quatrième classe de l'Institut royal des Pays-Bas., Paris, Gambaro, 1821, 124 p. (BNF 43171098, lire en ligne).
- Claude-François Buteux, Méthode de clarinette d’après celle composée par Xavier Le Fèvre adoptée par le Conservatoire de Musique augmentée du mécanisme de l’instrument perfectionné par Ivan Muller et de morceaux gradués pour l'étude extraits des meilleurs auteurs. (Paris: F. Troupenas, 1836)[46].

En 1840, le facteur belge Eugène Albert améliore cette clarinette qui connaîtra un certain succès en Angleterre et aux États-Unis jusqu'à la seconde Guerre mondiale.

## Clarinette à douze clés et son déploiement en Allemagne

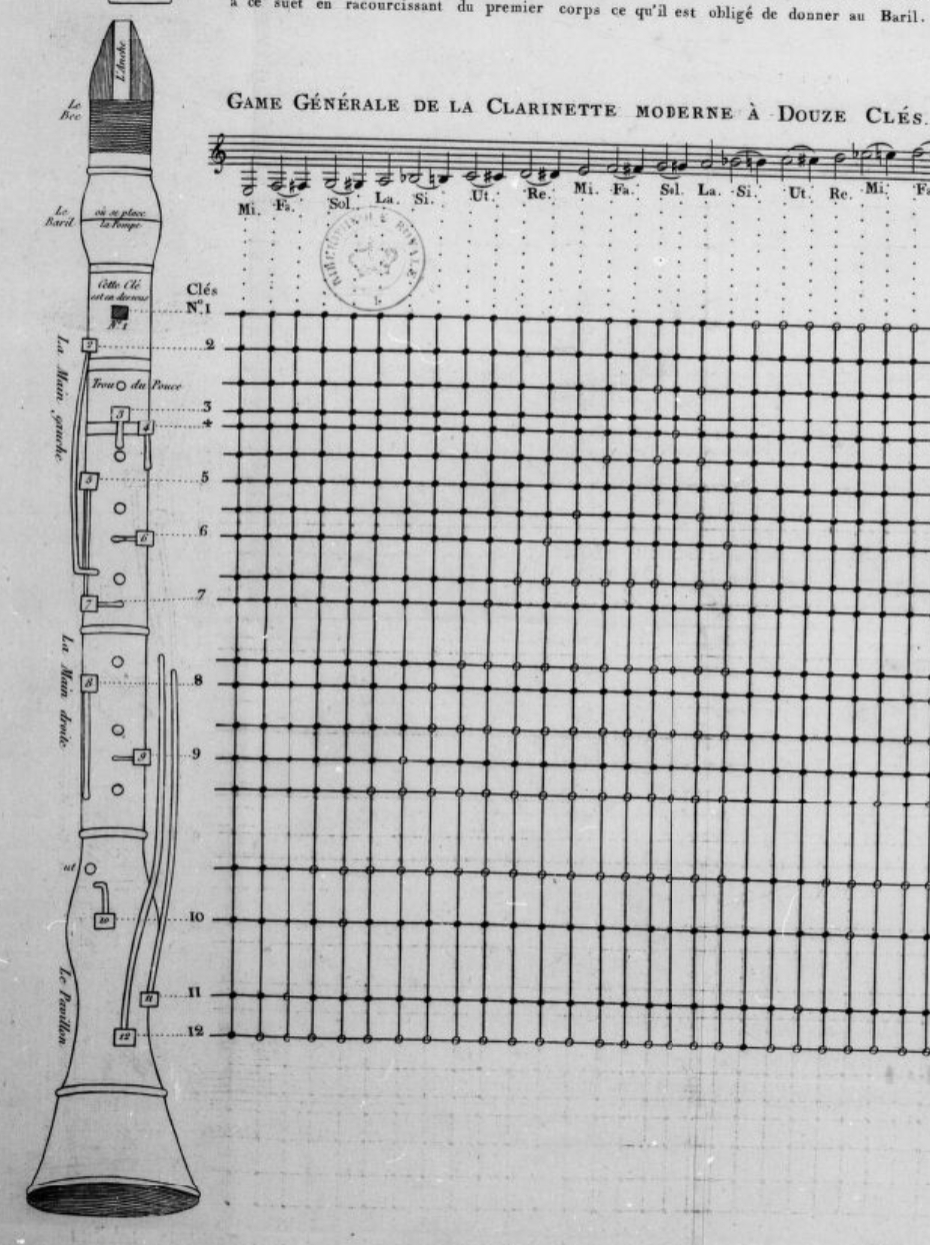
Dessin et gamme d'une "clarinette moderne à 12 clefs", par Amand Vanderhagen (1819).

Amand Vanderhagen publie en 1819 en France une mise à jour de sa méthode de clarinette, nouvelle méthode  pour la clarinette moderne à 12 clefs et y indique que Heinrich Baermann aurait joué à Paris lors d'une de ses tournées (en 1808 probablement) un modèle à 12 clefs avec un barillet réglable à pompe pour accorder la clarinette. Cette indication est en écart avec les propos de Carl Baermann indiquant que son père a joué pendant toute sa carrière une  clarinette à 10 clefs acquise en 1809 à Berlin. Cette clarinette à 12 clés est donc en concurrence avec la clarinette de Müller à 13 clés sur la période 1812-1830. La méthode indique comment exploiter au mieux l'ajout des sept clefs supplémentaires à la clarinette à cinq clefs notamment les clefs de cadence utiles pour jouer ornements et trilles.

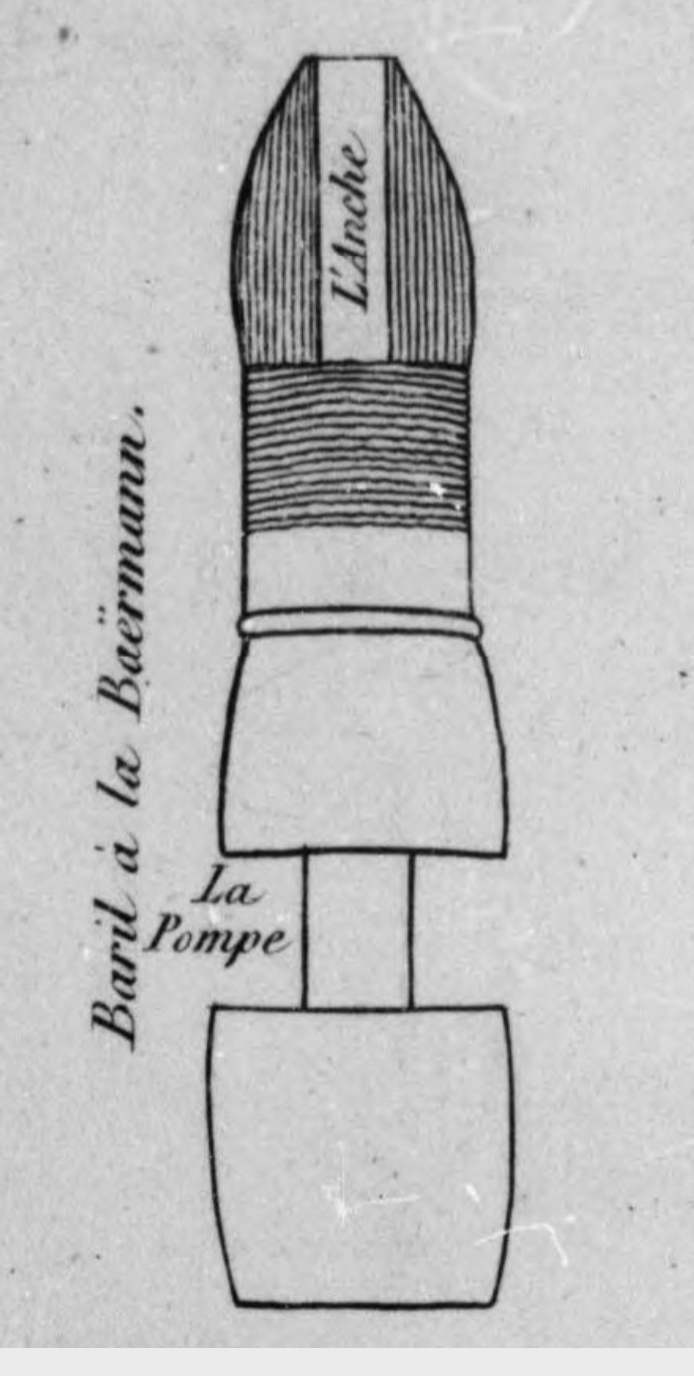
Baril à pompe à la Baërmann - Nouvelle méthode pour la clarinette moderne à 12 clefs d'Amand Vanderhagen (1819).

En Allemagne du Nord et en Scandinavie, la clarinette à douze clés était plus populaire au dela des années 1830 que la clarinette d'Iwan Müller à treize clés qui, elle, se diffuse largement en France après 1820. Un des facteurs les plus célèbres de ces clarinettes à 12 clés est Heinrich Friedrich Kayser (1809-1890) installé à Hambourg avec des guides pour clés d'une grande finesse.

## Autres évolutions
La clarinette a continué à évoluer au XIXe siècle et XXe siècle; de nombreuses innovations ont été apportées par les facteurs, musiciens et inventeurs qui soit ont été intégrées aux modèles prédominants ou soit n'ont pas rencontré l'adhésion des musiciens (coûts, poids, complexité, fragilité, matériau).
La clarinette en métal apparait probablement en France avant 1817  fabriquée par M. Asté, dit Hallari, sous le nom de Clairon-Métallique et qu'il brevète en 1821.
Néanmoins la clarinette à six clés reste courante sous le Premier Empire (on dénombre 1000 clarinettes dans les armées de Napoléon) et sera fabriquée longtemps car elle est meilleur marché que celle à treize clefs; les clarinettistes militaires resteront longtemps formés avec la clarinette à 6 clés dans la première moitié du XIXe siècle, la pratique de la clarinette omnitonique à treize clés d’Iwan Müller n’étant pas encore très répandue.
En 1847, un nombre suffisant de clés a été ajouté à l'instrument pour qu'il n'y ait plus besoin de plusieurs dimensions de clarinettes pour jouer dans un orchestre symphonique. L'augmentation du nombre de clés sur l'instrument signifie que toutes les altérations et les trilles peuvent être jouées sur un seul instrument avec une relative facilité. Cela a conduit à l'abandon de la clarinette en do, mais la clarinette en la demeure couramment utilisée dans les orchestres symphoniques, en raison de son timbre ou pour faciliter le jeu de certains traits dans des tonalités particulières.

### Le retournement du bec
Juste avant 1800, certains clarinettistes, d'abord en Allemagne et en Autriche, s'essaient à retourner le bec de manière que l’anche se pose sur la lèvre inférieure. Il en résulte une meilleure stabilité sonore et un meilleur contrôle de l'embouchure, notamment au niveau du détaché. Ce changement s'opère lentement à travers l'Europe en fonction des voyages des musiciens et de la résistance à évoluer. En 1831, Frédéric Berr est nommé professeur de clarinette au Conservatoire de Paris, où il impose l'usage allemand de l'anche en dessous.

### La ligature en métal
Parmi ses innovations, Iwan Müller propose de fixer l’anche sur le bec à l’aide d’une ligature en métal plus pratique que la cordelette.

### Les rouleaux de clefs
Les rouleaux pour faciliter le glissement du petit doigt d’une clé à l’autre sont le fruit d'une invention du clarinettiste français César Janssen vers 1804 et ont été présentés à l'exposition de Paris en 1823. Cette invention a été assez rapidement adaptée à la clarinette à treize clés de Müller. Cette invention a ensuite été abandonnée sur les clarinettes en système Boehm mais s'est maintenue sur celles en système allemand (système Oehler, système Boehm réformé …) et également sur d'autres instruments comme le saxophone ou le basson.

### Du buis vers l'ébène et repose-pouce

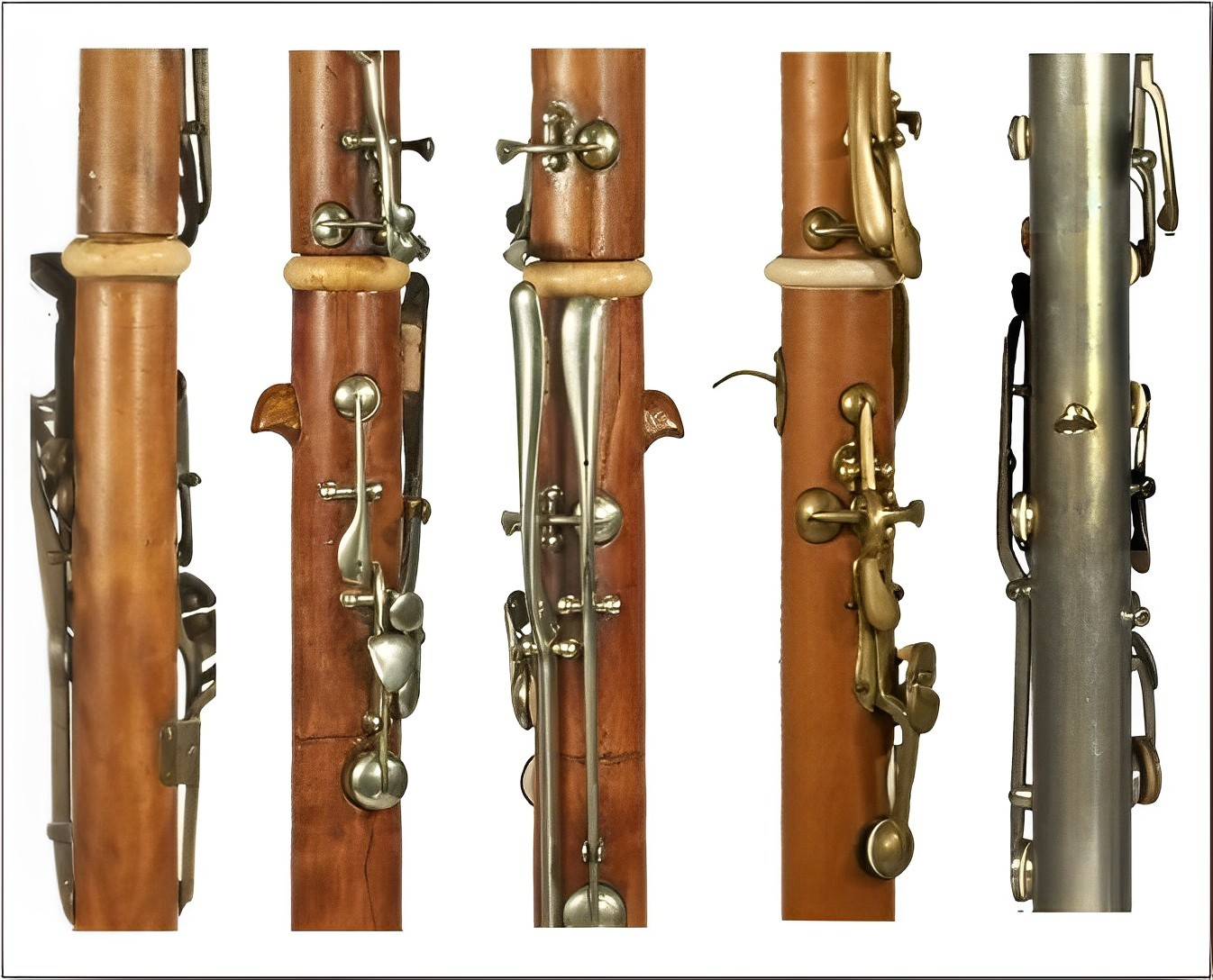
Différents modèles de repose-pouces de clarinette ancienne : sans (à gauche), en bois dans la masse, en métal vissé.

À partir de 1828, les facteurs  passeront progressivement à la fabrication de clarinette en bois de buis (ou en bois de fruitier comme le poirier, ou en cèdre) à celle en bois d'ébène et plus rarement de palissandre, bois exotiques dont les propriétés mécaniques correspondent à cet instrument et qui sont moins sujets à la fente. À partir de 1830, l'accroissement significatif du poids de l'instrument lié à la densité de l'ébène et au nombre accru de clés nécessitera l'usage d'un repose-pouce taillé dans la masse ou vissé sur le corps du bas, jusqu'alors d'usage confidentiel et réservé aux clarinettes en buis de qualité. L'emploi du repose-pouce en bois a d'abord percé en Allemagne et en Angleterre vers 1830, bien qu'Iwan Müller proposait déjà un repose-pouce métallique vissé avec sa clarinette à 13 clefs en 1812. Hyacinthe Klosé généralisera plus tard son emploi en France avec la clarinette système Boehm 17 clés-6 anneaux en ébène.
La clarinette en ébène représente alors les signes de la modernité et de l'aboutissement de cet instrument. Son prix élevé la réservera aux musiciens professionnels ou fortunés et aux militaires. Par opposition, la clarinette en buis restera employée par les musiciens populaires jusqu’en 1914.

## Influence des compositeurs sur l'évolution technique de la clarinette
« La période la plus significative et la plus importante de l'activité musicale pour la clarinette se situe entre 1760 et 1830, au cours de laquelle trois développements importants se sont produits. Premièrement, les styles de composition classique et romantique précoce se sont développés ; deuxièmement, un langage orchestral moderne est apparu ; et troisièmement, les compositeurs, les interprètes et les facteurs ont cultivé les capacités techniques et tonales de la clarinette. Des interprètes exceptionnels ont souvent stimulé l'imagination musicale des compositeurs, comme Gaspard Procksch et Johann Stamitz ; Josef Beer et Carl Stamitz ; Anton Stadler et Mozart ; Johann Hermstedt et Spohr ; Heinrich Baermann et Weber ; et Joseph Bähr ou Joseph Friedlowsky et Beethoven. À leur tour, les facteurs et les musiciens ont apporté des clés supplémentaires, des modifications de conception et des changements de facture à la clarinette. »

— Albert R. Rice, The Clarinet in the
Classical Period (2003), p.197
« La plus grande contribution de Beethoven à la littérature pour clarinette est sa musique orchestrale.
Dans ses neuf symphonies, il a donné à l'instrument des solos lyriques mémorables et des passages techniquement habiles, et l'a associé, généralement avec le basson ou le cor, pour former des couleurs sonores orchestrales distinctives. Les solos sont devenus plus fréquents et plus importants à partir de la troisième symphonie en mi bémol majeur, "Eroica" (1804), avec des parties pour la clarinette en si bémol. Le mouvement lent de la Quatrième Symphonie (1806) comporte de longs solos cantabile - une nouvelle texture.
Les œuvres précédentes comportaient des clarinettes par paires. Dans les symphonies ultérieures, telles que la Sixième (1809) et la Huitième (1812), Beethoven exige un plus grand contrôle des ressources dynamiques et tonales, en particulier dans le registre de la clarinette. L'écriture de Beethoven dans le Menuet de la Huitième Symphonie témoigne de sa familiarité avec la clarinette. Ici, la clarinette flotte au-dessus d'un accompagnement de cors et de cordes sur une mélodie cantabile dans le deuxième registre, atteignant un sol aigu (sol5) pianissimo à la fin du solo.
La flexibilité, l'étendue de la dynamique et la limite supérieure de sol aigu dans cette partie suggèrent l'influence du clarinettiste accompli Joseph Friedlowsky.
Même avec cet exemple dans la Huitième Symphonie, des auteurs tels que Gottfried Weber en 1829 recommandaient encore une limite supérieure de do (do5) ou de ré (ré5) aigu pour les musiciens d'orchestre. »

## Restauration et copies d'instruments historiques
Bien qu'il soit possible de jouer et restaurer des instruments anciens,, il s'avère souvent déconseillé de les utiliser pour des raisons de préservation (corrosion de la salive…), en particulier pour les modèles rares ou uniques.
Il existe des facteurs de clarinettes qui proposent des copies d'instruments historiques, souvent présents uniquement dans des musées ou des collections privées. On citera:
- François Masson clarinettes[57],[58]
- Agnès Guéroult[59]
- Gilles Thomé[60],[61],[62], qui a notamment reconstruit un cor de basset en sol semblable à celui de Stadler (1787) pour jouer en 1994 l'esquisse de l'allegro du concerto pour cor de basset en sol majeur KV. 621b, préfigurant le concerto pour clarinette KV. 622 (1791) [63],[64]
- Laurent Vergeat
- Schwenk & Seggelke
- Thomas Caroll [65]
- Stephen Fox[66]
- Andreas Schöni[67]

## Enseignement
Il existe des classes de clarinette ancienne comme celles de:
- Eric Hoeprich au département de musique ancienne du conservatoire de Paris, au conservatoire royal de La Haye et à l'Institut de musique ancienne de l'Université de l'Indiana;
- Lorenzo Coppola, classe de clarinette historique à l'École supérieure de musique de Catalogne, à Barcelone.
- Vincenzo Casale, classe de clarinette historique au Conservatoire Royal de Bruxelles[68]

## Sources
: document utilisé comme source pour la rédaction de cet article.
- « Clarinette-Histoire », sur Encyclopédie universalis, 2021 (consulté le 10 septembre 2021).
- Guy Dangain, À propos de la clarinette, Gérard Billaudot, 1991, 114 p. (EAN 979-0043935285).
- Jean-Marc Fessard, L’évolution de la clarinette, Paris, Gérard Billaudot, 2014, 104 p. (ISBN 979-10-91678-12-4, EAN 9790043091943) + CD.
- Laura Warichet, Symbolisme musical : la clarinette, ou l'évocation du féminin au travers d’œuvres clés jalons du  XIXe siècle, Faculté de philosophie, arts et lettres, Université catholique de Louvain, 2019, 147 p. (lire en ligne). .

### Pour approfondir
- Gilles Thomé, « La clarinette à cinq clefs », Flûte à bec & instruments anciens, Association française pour la flûte à bec (A.F.F.B.), no 31,‎ janvier 1990, p. 11-18 (lire en ligne [PDF]).
- (en) Albert R. Rice, A History of the Clarinet to 1820 (CGU Theses & Dissertations, 106), 1987, 604 p. (DOI 10.5642/cguetd/106, lire en ligne).